# عقل و احساس
عقل و احساس (به انگلیسی: Sense and Sensibility) که با نام حس و حساسیت نیز در ایران شناخته می‌شود، نخستین رمان جین آستین، نویسندهٔ انگلیسی است که در سال ۱۸۱۱ منتشر شد. آستین نسخهٔ اولیهٔ این رمان عاشقانه را در سال ۱۷۹۵، وقتی ۲۰ سال داشت نوشت. ابتدا نام کتاب الینور و ماریان بود. آستین در سال ۱۷۹۷ و احتمالاً ۱۸۰۹ رمان را بازنویسی کرد و نام آن را به عقل و احساس تغییر داد. در سال ۱۸۱۱ این کتاب با نام مستعار «لیدی ال» و با هزینهٔ شخصی نویسنده منتشر شد. تا سوم ژوئیه ۱۸۱۲، ۱۰۰۰ نسخه از کتاب به فروش رفت و در سال ۱۸۱۲ تجدید چاپ شد.
داستان عقل و احساس در فاصلهٔ سال‌های ۱۷۹۷–۱۷۹۲ در منطقه‌ای در جنوب غربی انگلستان می‌گذرد. شخصیت‌های اصلی، دو خواهر به نام‌های الینور و ماریان دشوود هستند که به خانه‌ای جدید نقل مکان می‌کنند و درگیر و دار ماجراهای عاطفی‌شان، عشق و دلشکستگی را تجربه می‌کنند.
عنوان این کتاب را می‌توان بازتابی از دو شیوهٔ تفکر و رفتار در جریان‌های فلسفی و سایر جریان‌های فکری رایج در قرن هجدهم دانست که یکی متأثر از فلسفهٔ دکارت و عصر روشنگری بود و دیگری برآمده از آثار ادبی نویسندگانی چون جان میلتون و فیلسوفانی نظیر جان لاک. در وهلهٔ نخست، انسان موجودی میان فرشته و حیوان بود که با قدرت عقلانیت و با مهار غرایز جسمانی می‌توانست خود را به جایگاه فرشته نزدیک کند. در وهلهٔ دوم، بدن انسان (و امیال و غرایزش) اعتباری دوباره یافت. بر مبنای این شیوهٔ تفکر، عقلانیت و در نتیجه اخلاق تنها از مسیر تجارب جسمانی میسر می‌شد. تقابل میان عقل (به انگلیسی: Sense) و احساس (به انگلیسی: Sensibility) حاکی از منازعهٔ میان این دو جریان فکری در قرن هجدهم است.
عقل و احساس را نشر نی با ترجمهٔ رضا رضایی و انتشارات جامی (مصدق) با ترجمهٔ وحید منوچهری واحد به زبان فارسی منتشر کرده‌اند.

## خلاصه داستان
داستان درباره خانواده نجیب زاده انگلیسی به نام دشوود است که پس از مرگ پدر خانواده و بد عهدی برادر بزرگ در دادن مقرری به نامادری و سه خواهرناتنی دچار چالش هایی می شوند و به دعوت فامیل دور خانم دشوود  سر جان میدلتون به روستایی نقل مکان می کنند و دو دختر بزرگ تر الینور و ماریان درگیر ماجراهای عاطفی می شوند.

## اقتباس‌ها
بر اساس این رمان تاکنون اقتباس‌های ادبی، سینمایی و تلویزیونی فراوانی انجام شده از جمله:
- عقل و احساس (مجموعه تلویزیونی)، ۱۹۸۱، بی‌بی‌سی
- عقل و احساس (فیلم)، ۱۹۹۵، به کارگردانی آنگ لی، با بازی کیت وینسلت، اما تامسون، هیو گرانت و آلن ریکمن
- عقل و احساس (مجموعه تلویزیونی)، ۲۰۰۸، بی‌بی‌سی
- از پرادا تا نادا (فیلم کمدی رمانتیک)، ۲۰۱۱، به کارگردانی انجل گارسیا
- بوها و احساس، ۲۰۱۱، با بازی اشلی ویلیامز و مارلا سوکولف
- عقل و احساس و هیولاهای دریایی، رمان پارودی، ۲۰۰۹، نوشتهٔ بن اچ. وینترز